# Alysicarpus naikianus
Alysicarpus naikianus är en ärtväxtart som beskrevs av Pokle. Alysicarpus naikianus ingår i släktet Alysicarpus och familjen ärtväxter. IUCN kategoriserar arten globalt som livskraftig. Inga underarter finns listade i Catalogue of Life.